# Zougo (Koupéla)
Pour les articles homonymes, voir Zougo.
Zougo est une localité située dans le département de Koupéla de la province du Kouritenga dans la région Centre-Est au Burkina Faso. 

## Démographie
| 2003 | 2006 | 2012 |
| ---- | ---- | ---- |
| 446  | 405  | -    |

## Santé et éducation
Le centre de soins le plus proche de Zougo est le centre de santé et de promotion sociale (CSPS) de Koupéla tandis que le centre médical avec antenne chirurgicale (CMA) se trouve également à Koulépa.
Le village possède un centre permanent d'alphabétisation et de formation (CPAF).